# Carrie Ichikawa Jenkins
Carrie Ichikawa Jenkins es una filósofa canadiense. Es cátedratica de Investigación de Canadá y profesora de Filosofía en la Universidad de Columbia Británica. También es profesora en el Instituto de Filosofía del Norte de la Universidad de Aberdeen. Sus principales áreas de investigación son la epistemología, la metafísica, la filosofía de la lógica, la filosofía del lenguaje y la filosofía de las matemáticas. Es una de las principales editoras de la revista Pensamiento.

## Trayectoria
Jenkins tiene una licenciatura, una maestría y un doctorado en filosofía del Trinity College, Cambridge.
Ha ocupado puestos docentes y de investigación en la Universidad de St Andrews, la Universidad Nacional de Australia, la Universidad de Míchigan y la Universidad de Nottingham. Fue directora del departamento de filosofía de la Universidad de Nottingham desde 2010 hasta 2011.
Jenkins fue nombrada Cátedratica de Investigación de Canadá por ej gobierno canadiense en 2011.
Jenkins también es miembro del grupo musical de temática filosófica The 21st Century Monads.
Jenkins se vio envuelto en una disputa con Brian Leiter, profesor de la Universidad de Chicago y entonces editor del Philosophical Gourmet Report. Sus comentarios enviados por correo electrónico sobre Jenkins llevaron a que cientos de filósofos se negaran a proporcionarle datos para el informe de la revista y, en última instancia, lo llevaron a renunciar como editor.

## Publicaciones (selección)
- Conceptos básicos: una base empírica para el conocimiento aritmético (OUP, 2008,ISBN 978-0-19-923157-7 )[8]
- 'La filosofía del coqueteo': http://media.wiley.com/product_data/excerpt/25/14443302/1444330225.pdf
- 'Conceptos, experiencia y conocimiento modal': http://onlinelibrary.wiley.com/doi/10.1111/j.1520-8583.2010.00193.x/abstract
- 'Romeo, René y las razones por las cuales: qué es la explicación': http://onlinelibrary.wiley.com/doi/10.1111/j.1467-9264.2008.00236.x/abstract